# Donderdag
Donderdag is een van de zeven dagen van de week. Het is de dag die op  woensdag volgt, de dag na donderdag is vrijdag. Als  maandag als eerste dag van de week wordt gezien, is donderdag de middelste dag van de week en de vierde dag van de werkweek.

## Etymologie
De naam donderdag is afgeleid van Donars dag. Deze Germaanse naam komt overeen met de Latijnse benaming Dies Iovis, de dag van Jupiter, genoemd naar de gelijknamige planeet. Deze planeet ontleende zijn naam aan de gelijknamige god Jupiter. De Germaanse god Donar werd geacht dezelfde god te zijn als Jupiter.

## Speciale donderdagen
Zie Speciale donderdagen